# Arseni Comas i Julià
Arseni Comas i Julià (Sant Gregori, 28 de juny de 1961) és un exfutbolista i entrenador català. Com a jugador ocupava la posició de lateral dret (defensa).

## Trajectòria com a futbolista
Amb només 17 anys, Comas va debutar amb el primer equip del Girona FC la temporada 1977-1978, a Segona Divisió B. L'any següent el va fitxar l'FC Barcelona. Tot i que no va arribar mai a debutar amb el primer equip, va estar uns quants anys a l'equip filial, tant a Segona Divisió B com a Segona Divisió. També va jugar, com a cedit, al Recreativo de Huelva, a la Real Sociedad Deportiva Alcalá i al Granada CF, a Segona Divisió i a Segona Divisió B.
La temporada 1985-1986 va fitxar pel Logroñés CF, equip amb el qual va ascendir a la Primera Divisió espanyola la temporada següent. En total, Comas va disputar 56 partits a primera divisió, les temporades 1987-1988 i 1988-1989.
L'any 1989 va fitxar per la UE Figueres, equip de Segona Divisió, amb el qual va disputar la fase d'ascens a Primera la temporada 1991-1992.

## Trajectòria com a entrenador
Penjades les botes, Comas no ha deixat mai el futbol. A les banquetes hi ha fet carrera com a tècnic ajudant, formant tàndem amb Pere Gratacós al Girona FC (va ascendir l'equip de Primera Catalana a Tercera Divisió la temporada 1998-99), a la UE Figueres (va viure la gesta de la Unió, arribant fins a semifinals de la Copa del Rei contra el Deportivo de la Coruña la temporada 2001-2002), al FC Barcelona B (va tenir Lionel Messi a les seves ordres) i a la Selecció Catalana. També ha entrenat equips de categories regionals i de futbol base.